# Tabor Mały
Tabor Mały (deutsch Klein Friedrichs-Tabor, 1939–1945 Klein Friedrichsburg, tschechisch Malý Tábor) ist eine Ortschaft mit einem Schulzenamt der Landgemeinde Bralin im Powiat Kępiński der Woiwodschaft Großpolen in Polen.

## Geschichte

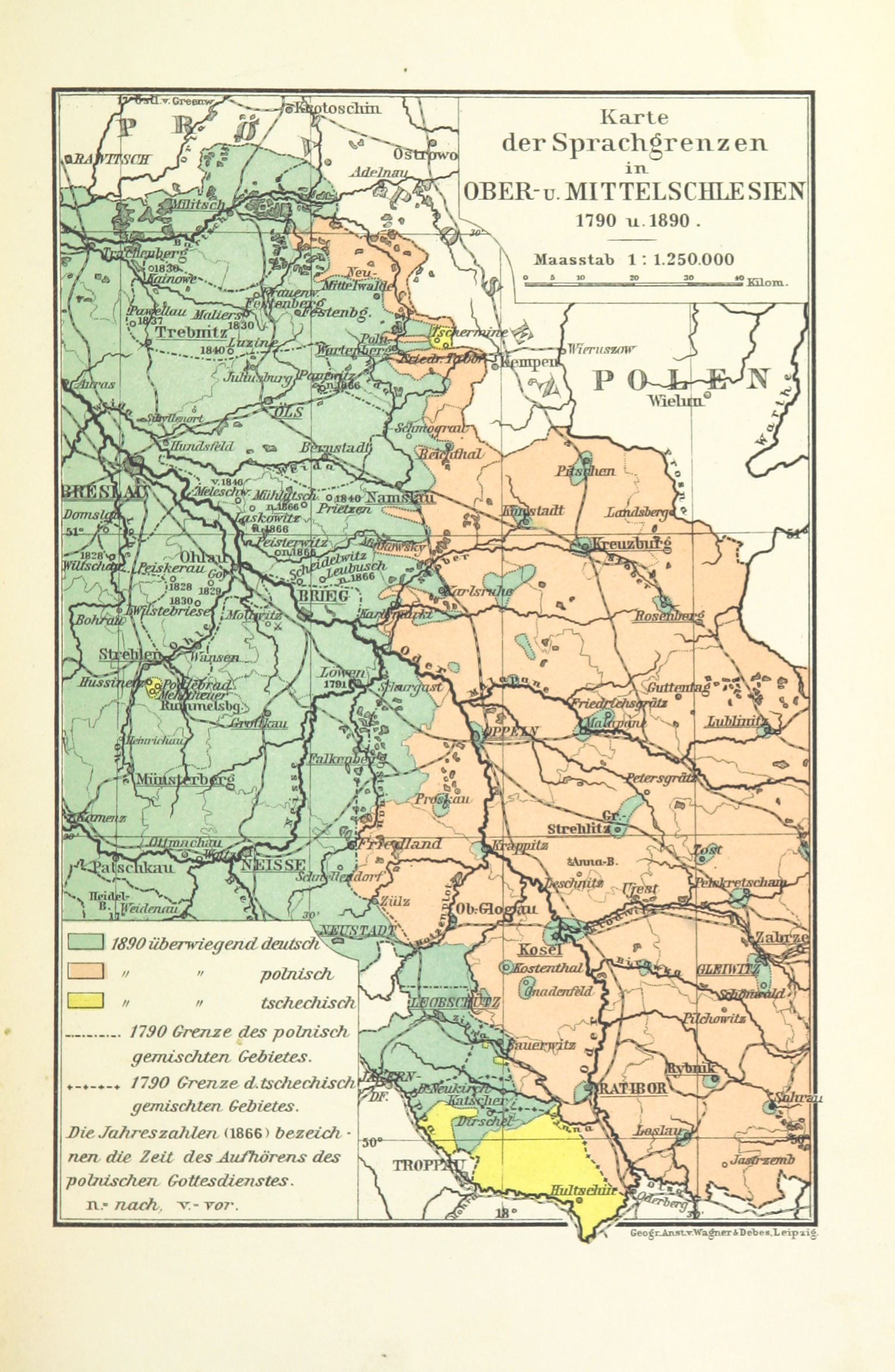
Sprachkarte aus dem Jahr 1896: gelbe Farbe: tschechische Sprache, Tschermine und Friedr.-Tabor im Norden eingezeichnet

Im Dreißigjährigen Krieg emigrierten sehr viele Anhänger der tschechischsprachigen Konfession der Böhmischen Brüder nach Schlesien, wo der Druck der habsburgischen Gegenreformation nicht so groß war, die sich später dem Kalvinismus anschlossen. Rund 100 Jahre später emigrierten einige ihrer Nachkommen im Ersten Schlesischen Krieg weiter, darunter in den schlesisch-großpolnischen Grenzbereich, wo die letzte wasserpolnischsprachige Bevölkerung Niederschlesiens lebte.
Der Ort namens Friedrichstabor (nach dem König Friedrich II. und der Stadt Tábor benannt), heute Tabor Wielki, in einem Wald wurde im Jahr 1749 im Zuge der Friderizianischen Kolonisation durch 56 tschechisch-kalvinistische Familien meistens aus Ziębice (Münsterberg in Schlesien) gegründet. Die Kolonie war zu klein und 14 Familien gründeten noch im gleichen Jahr Tabor Mały (Klein Friedrichs-Tabor bzw. Malý Tábor).  In den 1760er Jahren entstand noch die Tochtersiedlung Czermin (Tschermin/Čermin). Die drei Dörfer erhielten mehr oder weniger ethnisch tschechisch-kalvinistischen Charakter bis zum Jahr 1945. 1803 wanderten viele Bewohner nach Zelów bei Łódź aus.
Klein Friedrichs-Tabor gehörte von 1818 bis 1920 dem schlesischen Landkreis Groß Wartenberg an. Mit dem überwiegend polnischsprachigen Ostteil des Landkreises wurde Tabor Mały zum 10. Januar 1920 infolge des Versailler Vertrags vom Deutschen Reich an das wiedergegründete Polen abgetreten. Seitdem ist Tabor Mały mit der Woiwodschaft Posen bzw. Großpolen verbunden, zunächst im Powiat Kępiński.
Im Jahr 1921 gab es in der Gemeinde Tabor Mały im Powiat Kępno 28 Häuser mit 115 Einwohnern, 60 hielten sich für deutscher, 32 für polnischer und 23 für anderer (tschechischer) Nationalität, 104 waren evangelisch, 11 römisch-katholisch.
Beim Überfall auf Polen 1939 wurde das Gebiet von den Deutschen besetzt und dem Landkreis Kempen im Reichsgau Wartheland zugeordnet. Nach dem Krieg verließ die Mehrheit der Dorfbevölkerung den Ort zum großen Teil in die Tschechoslowakei, es blieben nur vereinzelte Familien. Die kalvinistische Kirche wurde römisch-katholisch.
Von 1975 bis 1998 gehörte Tabor Mały zur Woiwodschaft Kalisz.